# ペルツズマブ
ペルツズマブ (Pertuzumab)は、乳がんの細胞表面のHER2をターゲットとしたヒト化モノクローナル抗体医薬品。抗がん剤として、転移性病変のため抗HER2療法または化学療法を以前に受けていないHER2陽性転移性乳癌患者への治療に、トラスツズマブ(ハーセプチン・中外製薬)およびドセタキセル（商品名タキソテール; サノフィ社(旧アベンティス ファーマ社)など）と併用して使用される、癌の増殖などに関係する特定の分子を狙い撃ちする分子標的治療薬のひとつ。

商品名はパージェタ（Perjeta:中外製薬製造販売/日本）。

HER2が細胞膜に発現していない乳がんの場合は効果が期待されないとされる。

## 概要
ペルツズマブは、がん細胞の細胞膜に存在して腫瘍細胞の増殖に大切な役割を果たしているHER2レセプターと
他のHERレセプター（EGFR/HER1、HER3およびHER4）が二量化して増殖シグナルをがん細胞に出す事を特異的に阻害するとされる。
また、ペルツズマブがHER2に結合することにより、免疫細胞を活性化（抗体依存性細胞傷害（antibody dependent cellular cytotoxicity）活性）させて、がん細胞を殺す効果も期待されている。ペルツズマブとトラスツズマブの作用機序は相に補うものの、HER2受容体への結合部位は異なっており、化学療法の併用によりHERシグナル伝達系をより広範囲で遮断できると考えられている。

## 効能・効果
- HER2陽性の乳癌